# Donald Wuerl

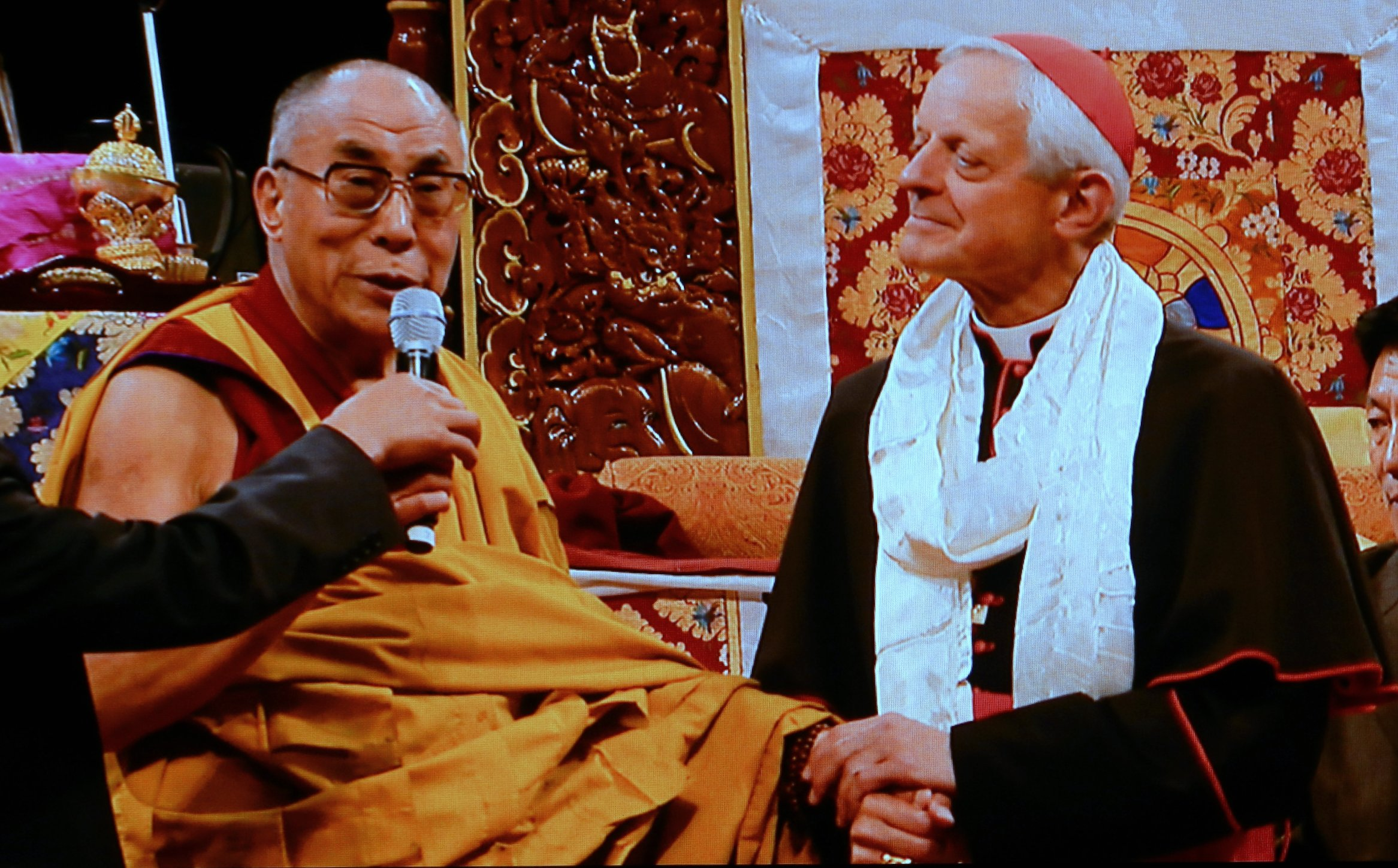

Donald William Wuerl (Pittsburgh, Pennsylvania, 12 de novembre de 1940) és un cardenal estatunidenc i arquebisbe de l'Església Catòlica.
És fill de Francis J. (1910-1994) i Mary Anne Schiffauer Wuerl. Fou el segon de quatre fills, té dos germans, Wayne i Dennis, i una germana, Carol. La seva mare va morir quan ell era jove, i el seu pare va tornar a casar-se més tard Catherine Cavanaugh (1981). Wuerl va assistir a Santa Maria de la parròquia Muntanya i l'escola a la muntanya de l'Olivera a Pittsburgh prop de Washington.
Va estudiar al Seminari de Sant Gregori a Cincinnati. A continuació, es va matricular a la Universitat Catòlica d'Amèrica. Va estudiar a Roma a la Pontifícia Universitat Gregoriana i Sant Tomàs. En aquest últim va rebre el seu doctorat en teologia.
Va ser ordenat sacerdot el 17 de desembre 1966 per Francis Frederick Reh, aleshores rector del Pontifici Col·legi Nord-americà, on va estudiar Wuerl abans de traslladar-se a Roma.
Duu a terme el seu ministeri sacerdotal com coadjutor a la parròquia de Sant Rosalía al barri de Pittsburgh Greenfield i com a secretari del llavors bisbe de Pittsburgh John Wright, que va ser elevar-lo a cardenal el 1969. Wuerl va ser el seu secretari a temps complet a la Ciutat del Vaticà des de 1969 fins a la mort de Wright el 1979.
El 30 de novembre 1985 va ser elegit bisbe auxiliar de bisbe de Seattle i bisbe titular de Rossmarkaeum. Va rebre la consagració episcopal el 6 de gener següent per la imposició de mans del secretari d'Estat cardenalici Agostino Casaroli.
I l'11 de febrer de 1988 va ser nomenat bisbe de Pittsburgh.
El 16 de maig de 2006 va ser promogut a arquebisbe de Washington per substituir el cardenal Theodore Edgar McCarrick, que va renunciar per motius d'edat.
Benet XVI el va elevar a cardenal amb el títol de Sant Pere en Cadenas, el 20 de novembre de 2010.